# Bogdănești (Bacău)
Pour les articles homonymes, voir Bogdănești.
Bogdănești est une commune du județ de Bacău en Roumanie.